# Søren Onsager
Søren Onsager, född 6 oktober 1878, död 28 november 1946, var en norsk målare.
Onsager var starkt påverkad av den nyare franska impressionismen. Han målade främst figurbilder men även landskap. En mjuk och harmonisk, liksom beslöjad kolorit och en väl avvägd komposition är grundelementen i hans konst, som genomgående präglas av behagfullhet och förfining. Onager är representerade i Oslo och Köpenhamn.